# Novena esmena de la Constitució dels Estats Units

Carta de Drets dels Estats Units.

La Novena Esmena (en anglès Nineth Amendment) de la Constitució dels Estats Units és part de la Carta de Drets dels Estats Units, i protegeix els drets que no són enumerats expressament en la Constitució.

## Text
El text de la novena esmena a la constitució dels Estats Units diu així:
| « | (català) L'enumeració a la Constitució de certs drets no serà interpretada per denegar o menysprear els altres retinguts pel poble. | (anglès) The enumeration in the Constitution, of certain rights, shall not be construed to deny or disparage others retained by the people. | » |